# 克罗地亚第纳尔
克罗地亚第纳尔是克罗地亚共和国独立后为替代南斯拉夫第納爾而在1991年12月23日开始发行的临时貨幣。ISO4217代码为HRD。

第纳尔的名字来自于罗马帝国的一种被称为“Denarius”的银币。Denarius在拉丁语中意谓“银钱（币）”，西班牙语的“银钱”（Dinero）和葡萄牙文的“银钱”（Dinheiro）也语出同源。

## 历史
克罗地亚独立后於1991年12月23日开始发行临时貨幣克罗地亚第纳尔以替代南斯拉夫第納爾。后又在1994年5月30日，克罗地亚国家银行发行了新的货币克羅埃西亞庫納，并宣布克罗地亚第纳尔在1994年12月31日后全部退出流通。

## 纸币
以下表格为票样及简介：
| 克羅埃西亞第納爾                    | 克羅埃西亞第納爾 | 克羅埃西亞第納爾 | 克羅埃西亞第納爾                     | 克羅埃西亞第納爾                                               |
| 票样                                | 面值             | 发行时间         | 正面                                 | 背面                                                           |
| ----------------------------------- | ---------------- | ---------------- | ------------------------------------ | -------------------------------------------------------------- |
| November 8, 1991发行1 第纳尔票样    | 1 第纳尔         | 1991年11月8日    | 科学家 罗杰·约瑟夫·博什科维奇 之肖像 | 萨格勒布大教堂                                                 |
| November 8, 1991发行5第纳尔票样     | 5 第纳尔         | 1991年11月8日    | 科学家 罗杰·约瑟夫·博什科维奇 之肖像 | 萨格勒布大教堂                                                 |
| November 8, 1991发行10第纳尔票样    | 10 第纳尔        | 1991年11月8日    | 科学家 罗杰·约瑟夫·博什科维奇 之肖像 | 萨格勒布大教堂                                                 |
| November 8, 1991发行25第纳尔票样    | 25 第纳尔        | 1991年11月8日    | 科学家 罗杰·约瑟夫·博什科维奇 之肖像 | 萨格勒布大教堂                                                 |
| November 8, 1991发行100第纳尔票样   | 100 第纳尔       | 1991年11月8日    | 科学家 罗杰·约瑟夫·博什科维奇 之肖像 | 萨格勒布大教堂                                                 |
| November 8, 1991发行500第纳尔票样   | 500 第纳尔       | 1991年11月8日    | 科学家 罗杰·约瑟夫·博什科维奇 之肖像 | 萨格勒布大教堂                                                 |
| November 8, 1991发行1000第纳尔票样  | 1,000 第纳尔     | 1991年11月8日    | 科学家 罗杰·约瑟夫·博什科维奇 之肖像 | 萨格勒布大教堂                                                 |
| January 15, 1992发行2000第纳尔票样  | 2,000 第纳尔     | 1992年1月15日    | 科学家 罗杰·约瑟夫·博什科维奇 之肖像 | 克罗地亚之母 （Mother Croatia） 历史雕塑 伊万·梅斯特罗维奇所作 |
| January 15, 1992发行5000第纳尔票样  | 5,000 第纳尔     | 1992年1月15日    | 科学家 罗杰·约瑟夫·博什科维奇 之肖像 | 克罗地亚之母 （Mother Croatia） 历史雕塑 伊万·梅斯特罗维奇所作 |
| January 15, 1992发行10000第纳尔票样 | 10,000 第纳尔    | 1992年1月15日    | 科学家 罗杰·约瑟夫·博什科维奇 之肖像 | 克罗地亚之母 （Mother Croatia） 历史雕塑 伊万·梅斯特罗维奇所作 |
| May 30, 1993发行50000第纳尔票样     | 50,000 第纳尔    | 1993年5月30日    | 科学家 罗杰·约瑟夫·博什科维奇 之肖像 | 克罗地亚之母 （Mother Croatia） 历史雕塑 伊万·梅斯特罗维奇所作 |
| May 30, 1993发行100000第纳尔票样    | 100,000 第纳尔   | 1993年5月30日    | 科学家 罗杰·约瑟夫·博什科维奇 之肖像 | 克罗地亚之母 （Mother Croatia） 历史雕塑 伊万·梅斯特罗维奇所作 |

## 硬币
克罗地亚第纳尔发行当初只作为临时货币流通使用，因此只发行了纸币，而没有发行硬币。